# Fanecada
Una fanecada, faneca de puny o faneca d'horta és una unitat de mesura d'àrea usada per a mesurar camps en algunes zones del País Valencià. Equival, arredonint al sistema decimal, a 833,3 m². És l'extensió de terra que hom calcula que es pot sembrar amb una faneca de gra; i és la dotzena part d'una hectàrea. La fanecada valenciana tradicional conté quatre quartons de 50 braces i equival a 831,0964 m².

## Altres mesures valencianes de superfície
Una jovada (valenciana; 2,99 ha) equival a 36 fanecades
Un quartó de jovada equival a 9 fanecades
Un jornal o cafissada equival a 6 fanecades, o siga, 1200 braces reials.
Un Hort equival a 1,5 fanecades.
Una fanecada equival a 200 braces reials.
Quatre quartons fan una fanecada 
Un quartó són 50 braces reials (quadrades) i equival a 207,77 m² 
Una braça (quadrada) o braça reial són 81 pams quadrats i equival a 4,15548 m2,
Un pam (quadrat) equival a 0,051 m²
16.200 pams quadrats fan una fanecada.